# Louis Fronsac
 (novembre 2013).
Si vous disposez d'ouvrages ou d'articles de référence ou si vous connaissez des sites web de qualité traitant du thème abordé ici, merci de compléter l'article en donnant les références utiles à sa vérifiabilité et en les liant à la section « Notes et références ».
Louis Fronsac est un personnage de fiction français d'une série de quinze romans policiers historiques créé par Jean d'Aillon. Il apparaît pour la première fois dans son roman L'Énigme du clos Mazarin publié en 1997.
L'auteur a la particularité de ne pas publier les aventures de Louis Fronsac dans l'ordre chronologique.

## Le personnage
Louis Fronsac naît le 1er juillet 1613 à Paris dans une ancienne ferme fortifiée de la rue des Quatre-fils. Il appartient à une famille aisée : son père est notaire au Châtelet de Paris. Son parrain, Philippe Boutier, un ami de son père, est conseiller au Grand Châtelet en 1623. Il a un frère cadet d'une dizaine d'années, Denis.
En 1624, Louis a 11 ans et entre au collège de Clermont où il fait la connaissance de Gaston de Tilly, qui deviendra son meilleur ami.
À la fin de ses études, Louis Fronsac deviendra notaire assermenté au Châtelet de Paris dans le but de prendre la succession de son père, Pierre. Grâce à ses dons exceptionnels d'enquêteur, Louis parviendra à transformer l'étude notariale de son père en une des plus renommées de Paris.
Louis Fronsac se fera remarquer par le Cardinal de Richelieu, et surtout par Mazarin, qui lui demandera de déjouer plusieurs complots.
Physiquement, Louis Fronsac est plutôt grand, brun, avec de traits fins et réguliers.

## La famille

### Pierre Fronsac (père)
Pierre Fronsac est le père de Louis et Denis. Il est très lié à son beau-père Monsieur Charreton, procureur à la chambre des comptes, dont il écoute les conseils. Il est aussi ami avec Philippe Boutier, un ancien camarade de classe au collège, conseiller au grand châtelet en 1623 et parrain de Louis.
Pierre Fronsac est un homme de confiance, honnête et juste. De caractère inquiet et plutôt timoré, il est fier de son fils Louis pour son audace.
Il fut d'abord échevin de la ville, puis notaire au Châtelet. Il reste fidèle au Roi. Son bureau se trouve dans sa maison, une ancienne ferme fortifiée, qui se trouve rue des Quatre-fils à Paris.

### Louis Charreton
Né vers 1574, le grand-père maternel de Louis, M. Charreton, est procureur à la chambre des comptes. Louis admire ce grand-père courageux et optimiste, qui n'hésite pas à défendre sa famille lorsqu'elle est attaquée par une bande de brigands en 1624. M. Charetton, qui manie très bien les armes, vient régulièrement chercher son petit-fils au Collège de Clermont. Il vit à l'étude des Fronsac, rue des Quatre-fils, avec le reste de sa famille. 
M. Charreton parle souvent de politique avec son gendre et Philippe Boutier (le parrain de Louis et proche de la famille), et est au courant des affaires et des ragots de la cour, qu'il raconte à sa fille. Jeune, il s'est engagé aux côtés du roi Henri IV. 
M.Charreton vend sa charge de procureur en 1624. Il a deux domestiques, François et Pierre, mais n'en gardera qu'un par la suite.  

### Denis Fronsac
C'est le jeune frère de Louis, benjamin d'une dizaine d'années. Denis reprendra l'étude notariale de son père, Louis ayant été anobli et fieffé.

### Julie de Vivonne
C'est la nièce de la marquise de Rambouillet, Catherine de Vivonne qui tenait un salon littéraire très brillant dans l'hôtel de Rambouillet, situé à Paris à l'emplacement actuel du Palais-Royal.

### Marie Fronsac
Marie Fronsac est la fille de Louis Fronsac et de Julie de Vivonne. Elle est née en octobre 1645. Son parrain n'est autre que Louis II de Bourbon-Condé, duc d'Enghien.

### Pierre Fronsac (fils)
Pierre Fronsac est le fils de Louis et de Julie de Vivonne. C'est aussi le petit-fils de son homonyme, Pierre Fronsac. Pierre est né un an après sa sœur Marie, en octobre 1646.
Il a comme parrain Gaston de Tilly. Il épousera Aurore La Forêt.

## L'entourage

### Gaston de Tilly
Gaston de Tilly fut orphelin très jeune, car il perdit ses parents en 1617 (La malédiction de la Galigaï).
Hargneux et coriace, Gaston de Tilly est trapu et de taille médiocre.

### Antoine Gaufredi
Premier garde du corps de Louis Fronsac, c'est un vieux reître de la Guerre de Trente ans, tout couvert de cicatrices. Il avait les moustaches en crocs, et portait toujours le même justaucorps de buffle barré d'un baudrier soutenant une large épée de fer à poignée de cuivre, bottes à revers jusqu'aux cuisses et éperons tintinnabulants. Il aimait porter un manteau écarlate qui lui descendait jusqu'aux chevilles.
Né en 1584 à Aix-en-Provence, Antoine est l'enfant d'Alexis Gaufredi, membre du parlement d'Aix, et d'une de ses servantes. Alexis n'eut pas le temps de la reconnaître car il mourut quelques heures après l'accouchement de sa maîtresse. Plus tard, Antoine rencontra Claire-Angélique de Forbin-Maynier, qui devint sa maîtresse. Malheureusement, la belle Claire-Angélique avait d'autres soupirants qui rouèrent de coups le pauvre Antoine, et le laissèrent pour mort dans la campagne aixoise. Humilié, vaincu et désespéré, Antoine quitta Aix et devint soldat de fortune.

### Friedrich Bauer
Friedrich Bauer, mercenaire bavarois, est un ancien lansquenet. Il était au service du marquis de Pisani, ami de Louis Fronsac, jusqu'à sa mort à la bataille de Nordlingen en 1645. Il refuse alors de se mettre au service du duc d'Enghien, Louis II de Bourbon-Condé, préférant les services de Louis de Fronsac (L’Exécuteur de la haute justice). Il devient alors son deuxième garde du corps 

### Pasquale Verrazano
C'est le troisième garde du corps de Louis Fronsac. Il est entré à son service vers 1669 (Le Dernier Secret de Richelieu). D'origine génoise et corse, c'est un homme filiforme de petite taille, ayant un visage tanné. Portant des cheveux très longs et légèrement frisés, ils étaient tressés en une dizaine de nattes graisseuses. Généralement vêtu d'un pantalon de couleur lavande et d'un gilet noir, un large baudrier de cuir marron lui barrait la poitrine. Il portait un sabre qu'il maniait comme un spadassin.

### Palamède Pescarie (Aragna)
Trapu et large d'épaules, pourvu d'une grande pilosité, Palamède Pescarie ressemblait à une araignée, tant par ses longues dents jaunes que par son incroyable capacité à grimper n'importe quelle façade ou falaise. Tueur implacable et toujours armé de ses longs couteaux corses, il est d'une loyauté inébranlable envers ses amis.
C'est un fidèle de Pasquale Verrazano, et est entré au service de Louis Fronsac en même temps que ses amis Verrazano et Courgoude (Le Dernier Secret de Richelieu).

### Honora Fossati (Cougourde)
C'est un petit homme rondelet et grassouillet ressemblant à un cornichon. Chevelu et rubicond, il porte généralement un pistolet à rouet dans sa ceinture. Un baudrier de cuir noir lui barrait perpétuellement son torse. Il portait également une courte épée mauresque courbée qu'il savait manier avec dextérité. Il entre au service de Louis Fronsac en 1669 (Le Dernier Secret de Richelieu).

### Nicolas Bouvier
Nicolas Bouvier est le cocher et secrétaire de Louis Fronsac. Il est le fils de Jacques Bouvier. Craintif, il reste néanmoins très fidèle à Louis Fronsac.

### Jacques et Guillaume Bouvier
Jacques Bouvier, tout comme son frère Guillaume est un ancien soldat.
Ils sont au service du père de Louis, Pierre Fronsac, et ont été recrutés à la suite de l'attaque de l'étude notariale en 1624 (Les Ferrets de la reine).
Ils pensent être nés en 1587. Ils ont les épaules larges, des traits épais et burinés, des membres musculeux.
Ils sont difficilement distinguables l’un de l’autre, si ce n’est que Guillaume arbore barbe et moustache en crocs et Jacques, seulement une épaisse et longue moustache.
Ils portent aussi la même sorte de pourpoint de buffle sans manches, un vêtement éraillé et soigneusement recousu par endroit. Leurs grègues, en feutre olivâtre, sont longues jusqu’aux genoux et recouvertes en partie par leurs hautes bottes. Guillaume a généralement un pistolet dans sa ceinture et un couteau dans ses bottes.
Guillaume a épousé Antoinette, quand Jacques s'est marié à Jeannette, qui lui a donné un garçon : Nicolas (un peu plus jeune que Louis Fronsac).
Leur histoire commence par la mise à sac de la ferme de leurs parents par les troupes espagnoles qui avaient pris Amiens. Depuis, ils ont appris à se battre et ont été soldats dans différents régiments pour finir dans celui de Picardie. C’est là qu’ils ont connu leurs femmes, filles de soldats. Ils maîtrisent toutes les armes. Ils deviennent les gardiens de l’étude.
Les deux frères acceptent d’enseigner le maniement de l’épée à Louis Fronsac et Gaston de Tilly. Guillaume empêche, en 1624, l’enlèvement des deux enfants (Les Ferrets de la reine).

## Les ennemis

### Le marquis de Fontrailles
Louis d'Astarac, marquis de Fontrailles, est un frondeur et un conspirateur. Petit et bossu, il est issu d'une vieille lignée féodale de Gascogne. La bosse dont il était affublé, lui vaudra d'amères moqueries de la part de ses ennemis et notamment du cardinal de Richelieu. Celui-ci aurait en effet dit un jour à Fontrailles, alors qu'il recevait un diplomate quelconque  : "Rangez-vous Monsieur de Fontrailles, ne vous montrez point, cet ambassadeur n'aime pas les monstres !". Cet incident serait, entre autres, à l'origine de la haine de Fontrailles pour le ministre.
En 1643, il fait partie de la Cabale des Importants (La Conjuration des Importants). 

## La seigneurie de Mercy
À l'origine, le fief de Mercy était constitué d'un hameau misérable, de terres abandonnées, de bois et d'un château en ruine.
En remerciement des services rendus, Louis Fronsac avait reçu cette seigneurie de Louis XIII. C'est Mazarin en personne qui le lui confirma le 3 décembre 1642, dans la cour de l'étude notariale de Pierre Fronsac. Par la même occasion, Louis Fronsac fut anobli et recut le titre de chevalier de Saint Michel.
Le domaine est situé à 6 heures de Paris, près de Chantilly, à proximité de l'Ysieux. Fin 1642, la seigneurie comprenait :
- 50 hectares (150 arpents parisiens) de bois giboyeux, 33 hectares (100 arpents parisiens) de belles terres à blé délaissées et 6 hectares (20 arpents parisiens) de pâtures ;
- un pont en ruine sur l'Ysieux auquel était rattaché un vieux droit de péage ;
- un moulin en ruine le long de l'Ysieux ;
- un étang plein de brochets ;
- le hameau de Mercy, représentant un regroupement de 52[5] masures en torchis et en bois ;
- le château de Mercy est une vieille bâtisse délabrée, encore solide, sorte de manoir rustique. Le bâtiment principal et son enceinte forme une cour rectangulaire de 80 mètres sur 40 (quarante toises sur vingt). Sur le flanc opposé au château, sur chacun des angles, se trouvent deux tours ruinées. Le manoir est formé d'une longue salle voûtée (ancienne salle de garde), avec des cuisines. De là, un escalier mène au salon de réception de l'étage : une grande pièce de 60 mètres sur 40 (trente toises sur vingt), avec deux belles cheminées. À chaque extrémité se trouve une autre pièce. Un grand escalier accède à l'étage supérieur où se trouvent cinq chambres en enfilade. L'escalier continue ensuite vers un immense grenier et, de là, jusqu'à un chemin de ronde du toit qui rejoint les tours par une courtine cerclant la tour.

Grâce aux gratifications que lui avait données Mazarin et grâce à l'aide de son intendante Margot Belleville et surtout, de son mari, le charpentier exceptionnel Michel Hardoin, le château allait être reconstruit et les terres mises en culture.
En 1647, grâce à l'argent gagné lors son voyage à Aix-en-Provence (20 000 livres), Louis put faire reconstruire le pont sur l'Ysieux, une église dans le village de Mercy et meubler son château.
En 1709, le domaine, agrandi et mis en valeur, donnait plus de 20 000 livres par an.

## Gages et rétributions
Au cours de ses enquêtes, Louis Fronsac recevra des gages de la part des personnes pour lesquelles il rendra service. Il fera aussi des prises de guerres sur les voyous et malandrins qu'il affrontera.
Voici une liste des différentes rétributions qu'il percevra :
- le 31 août 1643, Louis Fronsac recevra 30 000 livres en cadeau de mariage de la part de Mazarin, pour services rendus (La Conjuration des Importants)[7] ;
- le 18 janvier 1644, Mazarin lui accordera un bon de paiement de 10 000 livres (La Conjecture de Fermat). Il sera également inscrit sur la liste des pensions de l'Etat (sans doute 2 000 livres par an)[8] ;
- en avril 1644, Paul de Gondi remet à Louis Fronsac « cinq mille livres pour le remercier »[9] ;
- à la fin de l'été 1644, Dame Pernelle offre à Louis Fronsac une plaque en or très pur d'une valeur de 5 000 livres (L’Héritier de Nicolas Flamel dans L'homme aux rubans noirs)[10] ;
- le 13 mars 1645, le duc d'Enghien confie 6 000 livres à Louis Fronsac pour une enquête (L’Exécuteur de la haute justice)[11] ;
- le 7 juin 1645, un commis de l'intendance du duc d'Enghien remet à Louis Fronsac 10 000 livres (1 000 pistoles) en remerciement (L’Exécuteur de la haute justice)[12] ;
- le 16 avril 1647, Mazarin offre 5 000 livres à Louis Fronsac pour une enquête à Aix-en-Provence[6] ;
- le 16 mai 1647, Louis Fronsac récupère dans un vieux cimetière d'Aix-en-Provence 50 000 livres laissés par le marquis de Fontrailles. Louis partagea le butin en cinq : 1/5 pour Gaston de Tilly, 1/5 pour Bauer, 1/5 pour Gaufredi, 1/5 pour Dominique Bathélémy et le dernier cinquième pour Louis Fronsac[13] ;
- le 1er juin 1649, Louis Fronsac découvre un coffre d'or des Templiers. Ce coffre contient 300 000 livres (20 000 deniers à l'écu) qu'il partage de la façon suivante : 150 000 livres au compte de Bussy, 75 000 livres à son père Pierre Fronsac, 5 000 à Bauer, 35 000 à Gaston de Tilly et 35 000 livres pour lui-même (Le Secret de l'enclos du Temple)[14] ;

## Les œuvres dans l'ordre chronologique
- Les Ferrets de la reine : septembre 1624 à août 1625
- Les collèges fantômes : commence en Octobre 1625
- Le funeste Testament : mai 1638
- Les Enfants de la Samaritaine : printemps 1639
- Le Mystère de la Chambre bleue : mai 1641 à décembre 1642
- La Conjuration des Importants : décembre 1642 à septembre 1643
- La Conjecture de Fermat : novembre 1643 à janvier 1644
- L'Homme aux rubans noirs regroupe 5 récits :

1. La Lettre volée : avril 1644
2. L'Héritier de Nicolas Flamel : mai à juillet 1644
3. L'Enfançon de Saint-Landry : janvier 1646
4. Le Maléfice qui tourmentait M. d’Emery : mars à avril 1646
5. La Confrérie de l'Index : novembre 1647

- L'Exécuteur de la haute justice : mars à fin 1645
- L'Énigme du clos Mazarin : avril à mai 1647
- Le Secret de l'enclos du Temple : 1649
- La Malédiction de la Galigaï : 1649
- La vengeance de Petit Jacques : janvier 1650
- L'Enlèvement de Louis XIV :

1. Le Disparu des chartreux : février à mars 1659
2. L'Enlèvement de Louis XIV : janvier 1661

- Le Bourgeois disparu (in La Vie de Louis Fronsac) : juin 1661
- Le Forgeron et le Galérien (in La Vie de Louis Fronsac) : mars 1663
- Le Grand Arcane des rois de France (les premiers chapitres parlent de Guilhem d'Ussel, autre héros de l'auteur : novembre 1663
- Le grand incendie : juillet 1666
- L'épouvantable meurtre du marquis de Fors : septembre 1666
- Le Dernier Secret de Richelieu : septembre 1668 à mai 1669
- Menaces sur le roi : juin 1670
- La Vie de Louis Fronsac (hors série) : biographie de Louis Fronsac par sa belle-fille Aurore La Forêt